# Học dân tư triều
Học dân tư triều (tiếng Trung: 學民思潮, tạm dịch: Phong trào tư tưởng của những người học thức, tiếng Anh: Scholarism) là một nhóm những người hoạt động Hồng Kông được thành lập vào ngày 29 tháng 5 năm 2011 bởi các học sinh trung học.
Các phương tiện truyền thông của Trung Quốc đại lục lại thông tin về nhóm này là có "quan điểm cực đoan quá khích". Lãnh đạo của nhóm, Hoàng Chi Phong (Joshua Wong), cho biết rằng anh đã có tên trong danh sách đen của Trung Quốc về an ninh quốc gia, với vai trò là mối đe doạ từ bên trong đối với sự ổn định chính trị và pháp luật của Đảng Cộng sản.

## Hình thành và hoạt động

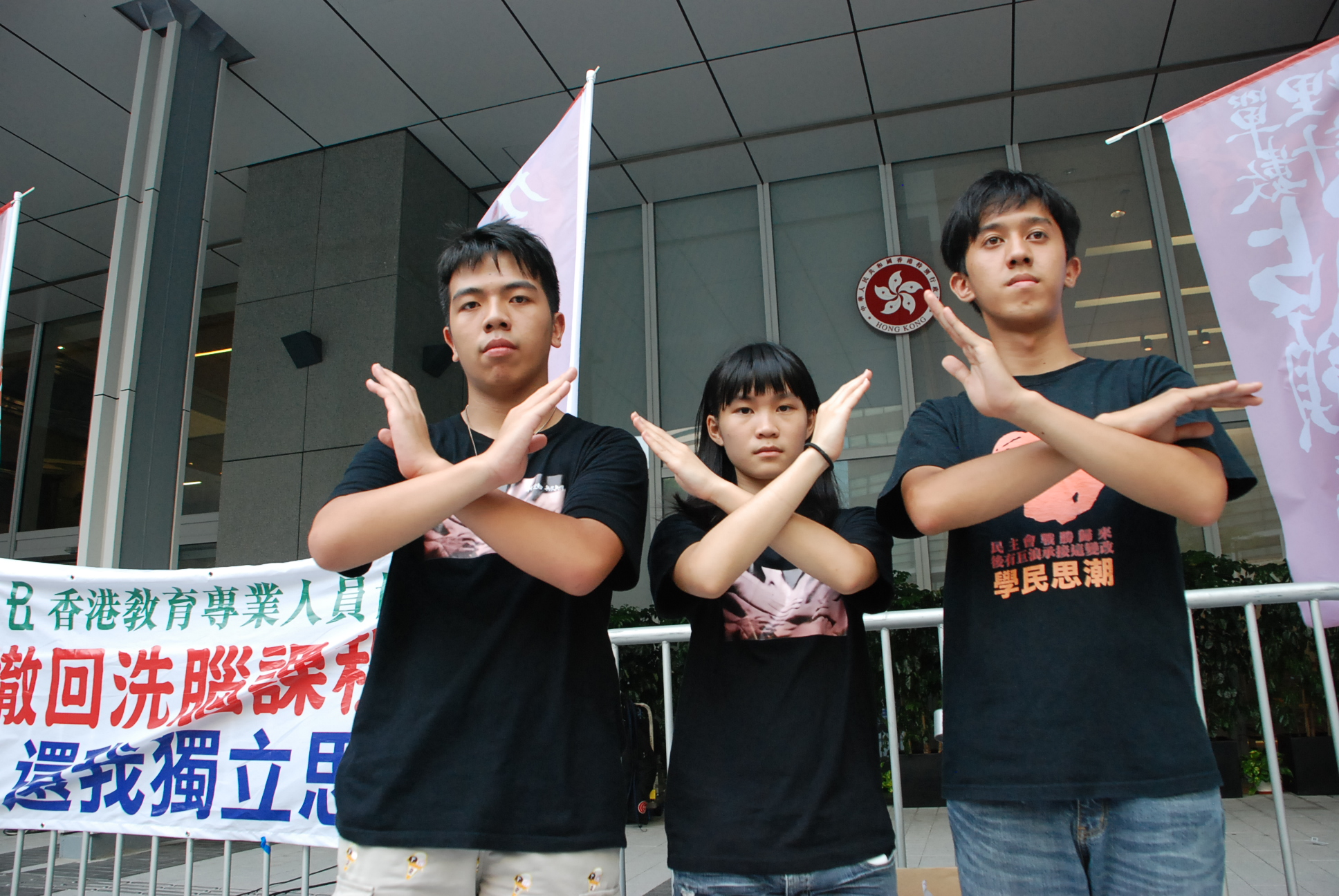
Nhóm Học dân tư triều tuyệt thực phản đối chương trình giáo dục quốc gia cải cách tại trụ sở chính quyền Hồng Kông vào tháng 8 năm 2012.

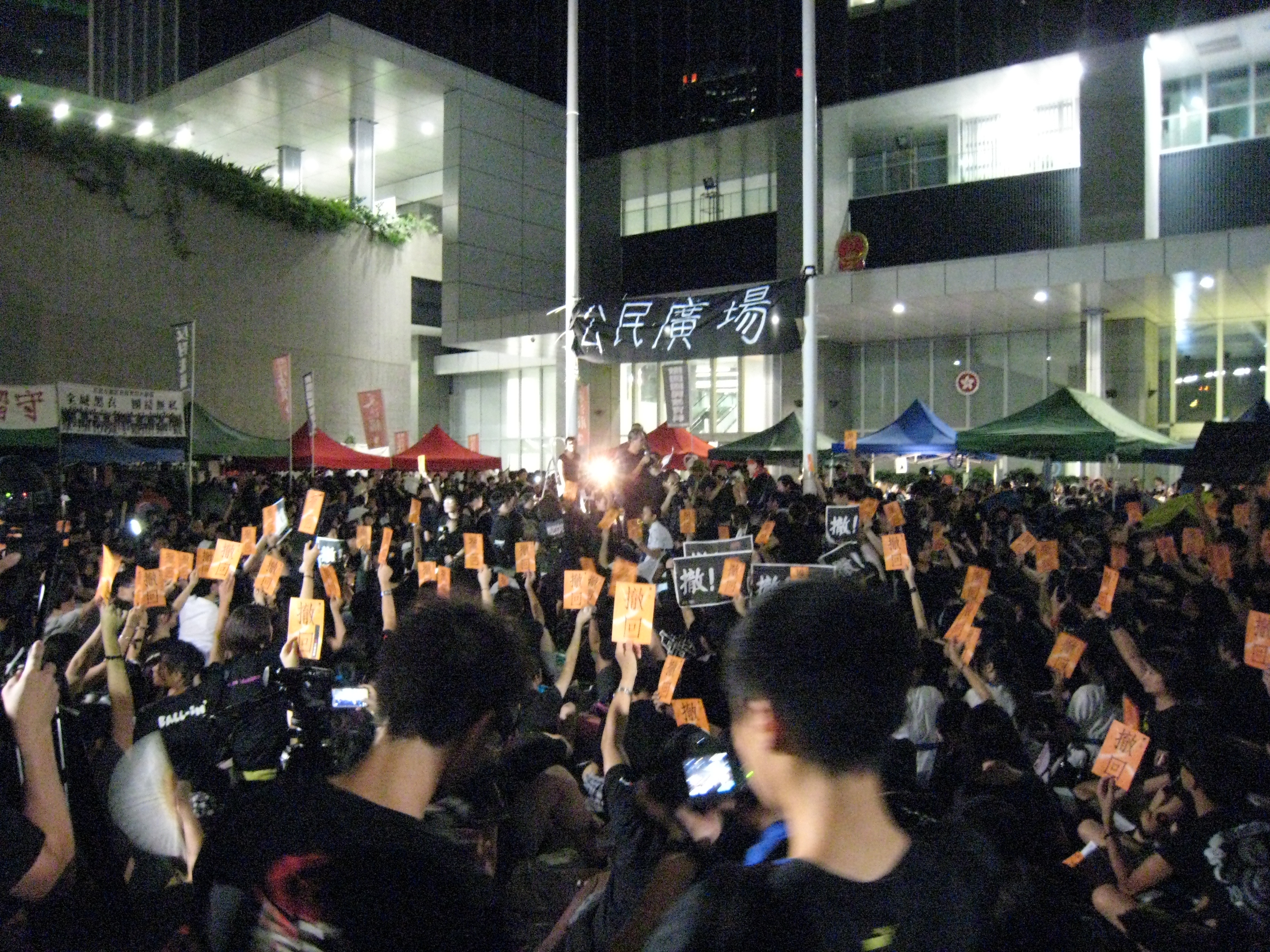
Nhóm Học dân tư triều biểu tình trước Văn phòng Chính quyền Trung ương Trung Quốc ngày 7/9/2012

### Phản đối chương trìnhGiáo dục đạo đức cùng quốc dân
Học dân tư triều đã thành lập với tên gọi "Học dân tư triều - Liên minh phản đối Giáo dục đạo đức cùng quốc dân", để phản đối một chương trình giảng dạy cổ vũ tinh thần yêu nước, và thân cộng sản do Cục Giáo dục Hồng Kông đề xuất. Học dân tư triều là nhóm lợi ích đầu tiên phản đối chương trình trên và phát triển thành một tổ chức lãnh đạo. Các thành viên Học dân tư triều đã tổ chức một cuộc biểu tình chiếm giữ tại trụ sở chính quyền Hồng Kông nhằm buộc chính quyền rút lại kế hoạch đưa chương trình Giáo dục đạo đức cùng quốc dân trở nên bắt buộc vào giữa tháng 8 và tháng 9 năm 2012. 50 thành viên của nhóm đã đóng chiếm công viên công cộng bên dưới văn phòng chính phủ, 3 người trong số đó bắt đầu tuyệt thực. Nhóm này cùng với các tổ chức của phụ huynh học sinh, và Liên đoàn giáo viên chuyên nghiệp, mà đã huy động được hàng chục ngàn người ủng hộ xuống đường, cắm trại 10 ngày biểu tình tại công trường bên ngoài Văn phòng Chính quyền Trung ương Trung Quốc sau cuộc diễu hành ngày 1 tháng 7 năm 2012. Cuối cùng đặc khu trưởng Hồng Kông Lương Chấn Anh phải rút lại môn học này. 

### Phong trào dân chủ
Sau phong trào phản đối chương trình Giáo dục đạo đức cùng quốc dân đã đem lại tiếng tăm cho Học dân tư trào, nhóm học sinh này lại tiếp tục chủ động trong phong trào dân chủ ở Hồng Kông. Ngày 23 tháng 6 năm 2013, Học dân tư triều phát hành một tuyên bố nhấn mạnh sự cần thiết của việc người dân có quyền đề cử ứng cử viên cho chức vị Trưởng Đặc khu Hồng Kông trong cuộc bầu cử diễn ra vào năm 2017. Vào cuối tháng 8, Học dân tư triều soạn thảo ra một bản tuyên bố và bắt đầu vận động hành lang các thành viên Hội đồng Lập pháp Hồng Kông ký kết, đề xuất các đảng của họ đưa việc đề cử dân sự trở thành ưu tiên hàng đầu trong suốt chiến dịch sắp tới vào năm 2017.

### Giải thể
Vào ngày 20 tháng 3 năm 2016, “Học dân tư triều” chính thức tuyên bố giải thể. Lý do chính cho quyết định này là để chuẩn bị cho việc thành lập một đảng chính trị mới nhằm tiếp tục thúc đẩy phong trào dân chủ tại Hồng Kông. Sau khi giải thể, các thành viên của tổ chức chia thành hai nhóm nhỏ: một nhóm tập trung vào việc thành lập phong trào mới với mục tiêu đấu tranh cho quyền lợi của học sinh, sinh viên; nhóm còn lại, do Hoàng Chi Phong dẫn đầu, tiến hành thành lập một đảng chính trị với mục tiêu tham gia vào Hội đồng Lập pháp Hồng Kông và tổ chức trưng cầu dân ý về tương lai của Hồng Kông sau năm 2047.